# أليكس سميث (سياسي)
أليكس سميث (بالإنجليزية: Alex Smith)‏ هو سياسي بريطاني، ولد في 2 ديسمبر 1943 في المملكة المتحدة. حزبياً، نشط في حزب العمال. وقد في انتخابات البرلمان الأوروبي 1989، انتخب عضو في البرلمان الأوروبي عن دائرة South of Scotland (European Parliament constituency) ‏ لترشحه ضمن قائمة حزب العمال، وقد انضم خلال فترته النيابية (25 يوليو 1989 – 18 يوليو 1994) للكتلة البرلمانية التحالف التقدمي للاشتراكيين والديمقراطيين وفي انتخابات البرلمان الأوروبي 1994، انتخب عضو في البرلمان الأوروبي عن دائرة South of Scotland (European Parliament constituency) ‏ لترشحه ضمن قائمة حزب العمال، وقد انضم خلال فترته النيابية (19 يوليو 1994 – 19 يوليو 1999) للكتلة البرلمانية التحالف التقدمي للاشتراكيين والديمقراطيين وانتخب عضو في البرلمان الأوروبي عن دائرة South of Scotland (European Parliament constituency) ‏ (1989 – 1994).